# Alibercija
Alibercija (lat. Alibertia), biljni rod iz porodice broćevki kojemu pripada desetak vrsta korisnog drveća raširenog po Srednjoj i Južnoj Americi.
Neki autori svrstavaju ga u u tribus Cordiereae, a neki u Gardenieae.

## Vrste
1. Alibertia atlantica (Dwyer) Delprete & C.H.Perss.
2. Alibertia bertierifolia K.Schum. in C.F.P.von Martius & auct. suc. (eds.)
3. Alibertia claviflora K.Schum. in C.F.P.von Martius & auct. suc. (eds.)
4. Alibertia curviflora K.Schum. in C.F.P.von Martius & auct. suc. (eds.)
5. Alibertia duckeana Delprete & C.H.Perss.
6. Alibertia dwyeri Delprete & C.H.Perss.
7. Alibertia edulis (Rich.) A.Rich. ex DC.
8. Alibertia latifolia (Benth.) K.Schum. in C.F.P.von Martius & auct. suc. (eds.)
9. Alibertia occidentalis Delprete & C.H.Perss.
10. Alibertia patinoi (Cuatrec.) Delprete & C.H.Perss.
11. Alibertia sorbilis Huber ex Ducke
12. Alibertia tessmannii (Standl.) Delprete & C.H.Perss.
13. Alibertia venezuelensis (Steyerm.) Delprete & C.H.Perss.
14. Alibertia verticillata (Ducke) W.Schultze-Motel